# Thomas Hales

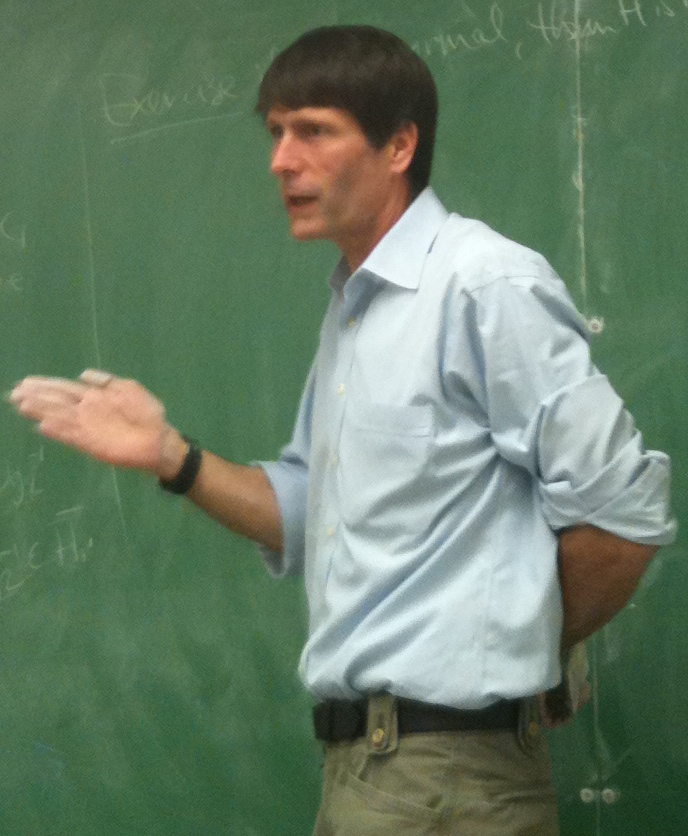

Thomas Callister Hales (ur. 4 czerwca 1958 w San Antonio, Teksas) jest amerykańskim matematykiem i profesorem matematyki na University of Pittsburgh. Zajmuje się przede wszystkim algebrą i geometrią. W 1998 zyskał rozgłos dzięki komputerowemu dowodowi postulatu Keplera, który jednakże do dziś nie został jednoznacznie potwierdzony, lecz zdaniem opiniujących matematyków, jest z 99% prawdopodobieństwem poprawny. 

## Życiorys
Hales ukończył w 1982 r. studia matematyczne i Engineering-Economic Systems (inżynierii systemów ekonomicznych) na Stanford University, w kolejnym roku uzyskał na Uniwersytecie Cambridge Certificate of Advanced Study in Mathematics (Part III of the Mathematical Tripos). Od 1983 r. pracował na Uniwersytecie Princeton u R. Langlandsa, który był w 1986 r. promotorem jego pracy doktorskiej z tematu The Subregular Germ of Orbital Integrals. Po doktoracie Hales podjął pracę na Mathematical Sciences Research Institute (MSRI) w Berkeley. W okresie 1987–1989 był gościnnym profesorem na Uniwersytecie Harvarda, a w kolejnych latach w School of Mathematics w Institute for Advanced Study (1989–1990), na Uniwersytecie Princeton (1994–1995), na University of Chicago (1990–1993), Uniwersytecie Michigan i Ann Arbor. W 2001 został profesorem katedry matematyki na University of Pittsburgh.
W 2002 wygłosił wykład sekcyjny na Międzynarodowym Kongresie Matematyków.